# Касаньяс-и-Пагес, Сальвадор
Сальвадо́р Каса́ньяс-и-Паге́с (исп. Salvador Casañas y Pagés; 5 сентября 1834, Барселона, Испания — 27 октября 1908, там же) — испанский кардинал. Титулярный епископ Церамуса с 7 февраля по 22 сентября 1879 года. Епископ Урхеля с 22 сентября 1879 года по 18 апреля 1901 года. Епископ Барселоны с 18 апреля 1901 года по 27 октября 1908 года. Кардинал-священник с 29 ноября 1895 года, с титулом церкви Санти-Кирико-э-Джулитта с 25 июня 1896 года.